# Lecanicillium pissodis
Lecanicillium pissodis är en svampart som beskrevs av Kope & I. Leal 2006. Lecanicillium pissodis ingår i släktet Lecanicillium och familjen Cordycipitaceae.   Inga underarter finns listade i Catalogue of Life.